# کالج آلن هنکاک
کالج آلن هنکاک یک کالج عمومی در سانتا ماریا، کالیفرنیا است. این کالج بخشی از سیستم کالج‌های اجتماعی کالیفرنیا است. رئیس کالج کوین جی. والترز، Ph.D. است.